# Matelea velutina
Matelea velutina är en oleanderväxtart som först beskrevs av Schlechtend., och fick sitt nu gällande namn av R. E. Woodson. Matelea velutina ingår i släktet Matelea och familjen oleanderväxter. Inga underarter finns listade i Catalogue of Life.